# イスラーム期のシチリア

シチリア首長国
إمارة صقلية (アラビア語)

西暦1000年のイタリア。シチリアのアミール領は黄緑色で塗られている。

アグラブ朝（831年-909年）、およびファーティマ朝（909年-948年）の属州。948年以降、カルブ朝の下で自律的なアミールの支配下となる。

シチリア首長国（シチリアしゅちょうこく、アラビア語: إمارة صقلية）は、831年から1091年の間シチリア島を支配した首長国である。シチリア島はアグラブ朝のカーディー、アサド・ブン・アル＝フラートによる遠征以来1世紀余りの時間をかけて征服され、パレルモに拠点を置きアミールまたはワーリーを称するムスリムの支配者の統治下に入った。そして、シチリアのムスリム政権は傭兵として南イタリアで活動していたノルマン人によって完全に再征服されるまで継続した。本項ではこのシチリアのアミール領（Emirate of Sicily、アラビア語: إِمَارَة صِقِلِّيَة）を中心にシチリアにおけるムスリムの歴史について解説する。
ムスリムのムーア人は652年に初めてシチリアに侵入し、827年から902年にかけての長期にわたる一連の衝突を経てビザンツ帝国（東ローマ帝国）から島全体の支配権を奪い取った。ただしシチリア島北東端のロメッタは965年までビザンツ領に残った。アラブ・ビザンティン文化が発達し、多宗教（multiconfessional）・多言語の国家（state）を作り上げた。シチリアのアミール政権はルッジェーロ1世に率いられたキリスト教徒のノルマン人傭兵によって征服され、彼によって1071年にシチリア伯領が創設された。シチリア島内の最後のムスリム都市ノートは1091年に征服された。
多民族的なシチリア伯領と、続くシチリア王国においても、シチリア・ムスリムはその市民として残留していた。彼らのうちキリスト教に改宗していなかった者たちは1240年代に追放された。12世紀末、あるいは1220年代までは、ムスリムはシチリア島の人口において多数派を構成していた。ただし東北部のヴァル・デモーネは、ムスリム支配の間でもビザンツ・ギリシア人（Byzantine Greek）とキリスト教が支配的であった。当時のイスラームとアラブの影響は今日のシチリア語のいくつかの要素に残っており、建築、そして地名にもその影響が残されている。

## ムスリムによる初期の襲撃
シチリア島は紀元前に戦われたポエニ戦争以来、ローマ帝国の支配下にあった。その後、5世紀のいわゆるゲルマン人の大移動期にはヴァンダル王国、次いで東ゴート王国がシチリアの支配権を握った。
535年、帝国の失われた西方領土回復を試みた東ローマ皇帝ユスティニアヌス1世はシチリア島をローマ帝国（当時の東ローマ帝国は現在では一般にビザンツ帝国と呼ばれている）の下に取り戻した。だが、間もなくビザンツ帝国の地中海での影響力は衰微し、新たに勃興したムスリム勢力が地中海のアフリカ沿岸を攻撃した。その過程で、シチリア島は正統カリフ（ハリーファ）ウスマーン治下の652年にムスリムの侵攻を受けた。この最初の侵攻は短期間であり、ムスリムはすぐに島を去った。7世紀の終わりまでに、ムスリム王朝のウマイヤ朝が北アフリカを完全に征服し、ムスリムはカルタゴ市近郊に拠点となる港を得た。700年頃、パンテッレリーア島がムスリムに占領された。当時、シチリア侵攻への試みを妨げていたのはムスリム内部の不和のみであった。ムスリムはビザンツ帝国との間に貿易協定を結び、ムスリム商人がシチリアの港で商品取引を行うことが認められた。
最初の、本当の意味での征服遠征は740年に開始された。この年、かつて728年にもシチリア攻撃に参加したことのあったムスリムの王子ハビーブ（Habib）はシラクサ市を占領することに成功した。島全体の征服が計画されたが、チュニジアにおけるベルベル人の反乱のために退却を余儀なくされた。2度目の攻撃は752年に、シラクサの再占領のみを目指して行われた。

## エウフェミオスの反乱とムスリムによるシチリア征服
826年、シチリアのビザンツ艦隊司令官エウフェミオスは修道女に自分と結婚するよう強要した。皇帝ミカエル2世はこの件の噂を聞き付け、将軍コンスタンティノスにこの結婚を解消させエウフェミオスの鼻を切断するように命じた。エウフェミオスは反乱を起こしコンスタンティノスを殺害してシラクサを占領した。しかし彼は順次敗北を重ね、北アフリカへ逃亡した。エウフェミオスはチュニジアを支配するアグラブ朝のアミール、ズィヤーダ・アッラーフ1世に、将軍としての地位及び安全と引き換えにシチリアの支配権を差し出し、ムスリムの軍隊が派遣された。
ズィヤーダ・アッラーフ1世はシチリア島の征服に同意し、エウフェミオスに毎年の貢納と引き換えにこの島を与えることを約束した。そして70歳になるカーディーのアサド・ブン・アル＝フラートに征服が託された。アグラブ朝のムスリム軍団は、マツァーラ・デル・ヴァッロへの上陸後、歩兵10,000人、騎兵700騎、そしてエウフェミオスのものを加えて増強した船舶100隻を数えた。ビザンツ帝国軍に対する最初の戦いは827年7月15日にマツァーラ近郊で行われ、アグラブ朝が勝利した。
アサド・ブン・アル＝フラートはその後、島の南岸を占領し、シラクサを包囲した。1年間の包囲と反逆の企ての後、彼の軍隊はドゥーチェ、Giustiniano Participazio率いるヴェネツィア艦隊に支援されてパレルモから派遣されてきた大軍を撃破することに成功した。しかし、ムスリムの軍隊内でペストが蔓延して多数の死者を出し、アサド・ブン・アル＝フラート自身も死亡すると、ムスリムたちはミネーオ城へ後退した。アサドの後にはムハンマド（在職：828年-829年）、次いでズハイル（在職829年-830年）がムスリムの指揮を引き継ぎ、彼らは再び攻勢に出たが、カストロジョヴァンニ（現在のエンナ、この時エウフェミオスが死亡した）の征服に失敗し、マツァーラへ後退した。
830年、彼らは30,000人のイフリーキヤ人とアンダルス人の軍勢という強力な援軍を得た。アンダルスのムスリムの軍勢は同年の7月から8月にかけてビザンツ帝国の司令官テオドトスを撃破した。だが、再びペストがムスリムを襲い、マツァーラへの退却、さらにはイフリーキヤへの撤退を強いた。イフリーキヤ人部隊はパレルモ包囲に派遣され、831年9月に、1年にわたる包囲の後に同市を占領することに成功した。パレルモはシチリアにおけるムスリムの首都となり、アル＝マディーナ（The City）と改名された。
この征服の状況はシーソーのように一進一退を繰り返した。強力な抵抗と多くの内部紛争によって、ムスリムによるビザンツ領シチリアの征服には1世紀以上の時間が費やされた。シラクサは長期にわたってビザンツ領に踏み止まったが、878年に陥落し、タオルミーナは902年に陥落した。そしてビザンツ帝国の最後の拠点は965年に占領された。

## シチリア島の総督

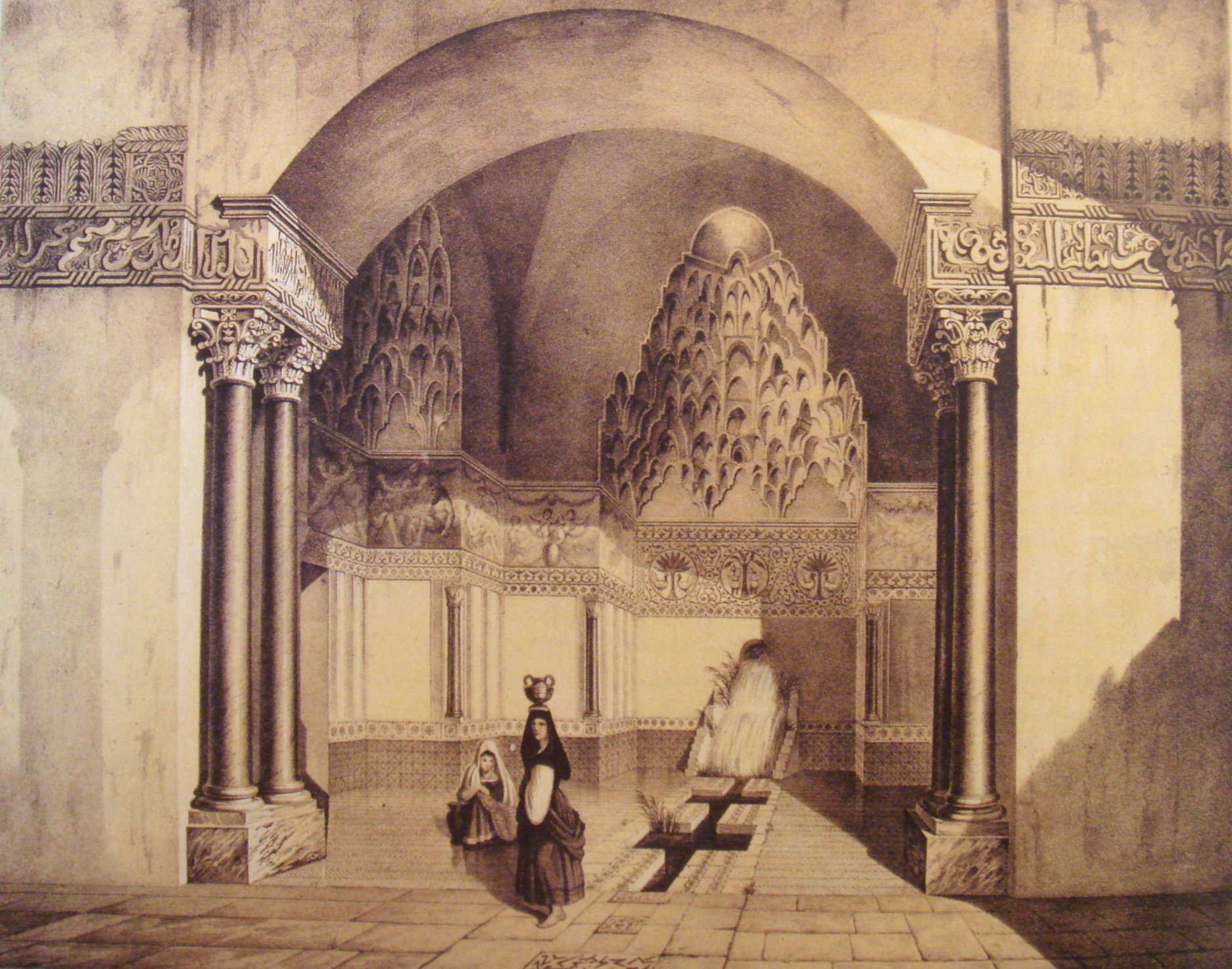
アラブ・ノルマン美術と建築は、西方的（Occidental）特徴（古典的な柱やフリーズなど） に典型的なアラビア風の装飾とカリグラフィーを合成させたものである。

アサド・ブン・アル＝フラートの跡を継いだシチリア島のムスリム支配者たちはワーリー（総督、wālī）、場合によってはアミール（amīr）、アーミル（'āmil）と呼ばれ、アグラブ朝配下の総督としてシチリア島の支配に携わった。シチリア島のワーリーは、現地のムスリムたちによって選出された後アグラブ朝の承認を得るか、あるいはアグラブ朝から直接任命された。このシチリアのワーリー/アミールは、自らの意思で戦争と和平が可能な実質的な君主であった。しかし、アグラブ朝の影響力は大きく、その臣下という体裁は維持され続けた。当時シチリアで発行された貨幣にアグラブ朝の君主の名が刻まれ、フトゥバ（金曜日に行われる説教）においてはアッバース朝のカリフ（ハリーファ）と共にアグラブ朝のアミールの名が唱えられた事実が、アグラブ朝のシチリアにおける権威を証明している。
シーア派指導者アブー＝アブドゥッラーがチュニジアの支配権を握り、アグラブ朝がファーティマ朝に取って代わられたという報せがシチリア島に届くと、シチリアのムスリムたちはアグラブ朝のシチリア総督アフマドを幽閉し、前総督のアリーを「ファーティマ朝の」シチリア総督として選出した。こうしてシチリア島はスンナ派であるチュニジアのアグラブ朝、シーア派であるエジプトのファーティマ朝の権威に順次服した。しかし、イスラーム時代を通じて、スンナ派がシチリア島のムスリムコミュニティの主流派を占め、パレルモの住民の（全てではないとしても）ほとんどがスンナ派であった。ファーティマ朝とシチリアの関係はアグラブ朝の時と大きくは変化せず、フトゥバにおいてファーティマ朝カリフの名が唱えられ、総督はファーティマ朝によって任命されたが、シチリアは高い政治的自立性を保っていた。
943年から947年にかけて、ファーティマ朝の厳格な宗教政策に対する宗派的反乱が北アフリカ全域で発生した後、ファーティマ朝の報復から逃れようとする難民の波がシチリアに向かって数度にわたって発生し、島内のスンナ派人口は更に増大した。ビザンツ帝国はこの一時的な不和を利用して、シチリア島の東端部を数年間占領した。
947年4月25日に、パレルモで当時のシチリア総督イブン・アッターフに対する反乱が発生した。ファーティマ朝のカリフ、イスマーイール・アル＝マンスールは、混乱の収拾を託してカルブ家のアル＝ハサン・アル＝カルビー（在職：948年-953年）をシチリア島のアミール（総督）に任命した。彼はひっきりなしに反乱をおこしていたビザンツ人を制御し統治することに成功した。ハサンは事が済んだ後、953年にはファーティマ朝の宮廷に呼び戻されたが、シチリア総督（アミール）位には彼の息子アフマド・ブン・アル＝ハサンが就任した。アフマドも969年にファーティマ朝本国へ召還され、その後ハサンの解放奴隷ヤイーシュにシチリア支配が委ねられた。しかし、間もなく無政府状態に陥ったため、再びアフマドがシチリアの支配者となり、その兄弟アブー・ル＝カースィムが代理としてシチリアに派遣された。970年にはアフマドが死去したため、アブー・ル＝カースィムが正式にシチリアのアミールとなり、以降ハサンの子孫（カルブ家）がシチリア総督位を世襲することが慣習化した。これをカルブ朝と呼ぶ。
カルブ朝の下で、11世紀に至るまで南イタリアへの襲撃が続けられ、982年にはオットー1世率いる「ドイツ」軍をカラーブリアのクロトーネ近郊で撃破した。アミール、ユースフ・アル＝カルビー（在位：986年-998年）の即位と共に、着実な衰退の時代が始まった。アル＝アクハル（al-Akhal、在位：1017年-1037年）の下で王朝内の内部対立は激化し、支配家系内の様々な派閥がビザンツ帝国やチュニジアに新たに興ったズィール朝と同調した。1036年にはズィール朝の支配者アル＝ムイッズ・ブン・バーディースはムスリムたちの反乱に介入すると共に、シチリア島の併合を試みて派兵した。この戦いの中でカルブ朝のアミール、アフマド2世が殺害され、ズィール朝の王子アブドゥッラーフがシチリア総督となった。1040年には殺害されたアフマド2世の兄弟ハッサーン・アッ＝サムサムがアブドゥッラーフを破りカルブ朝を復活させたが、もはやシチリア全土に支配を及ぼすことは困難になっていた。

## アラブ統治下のシチリア社会

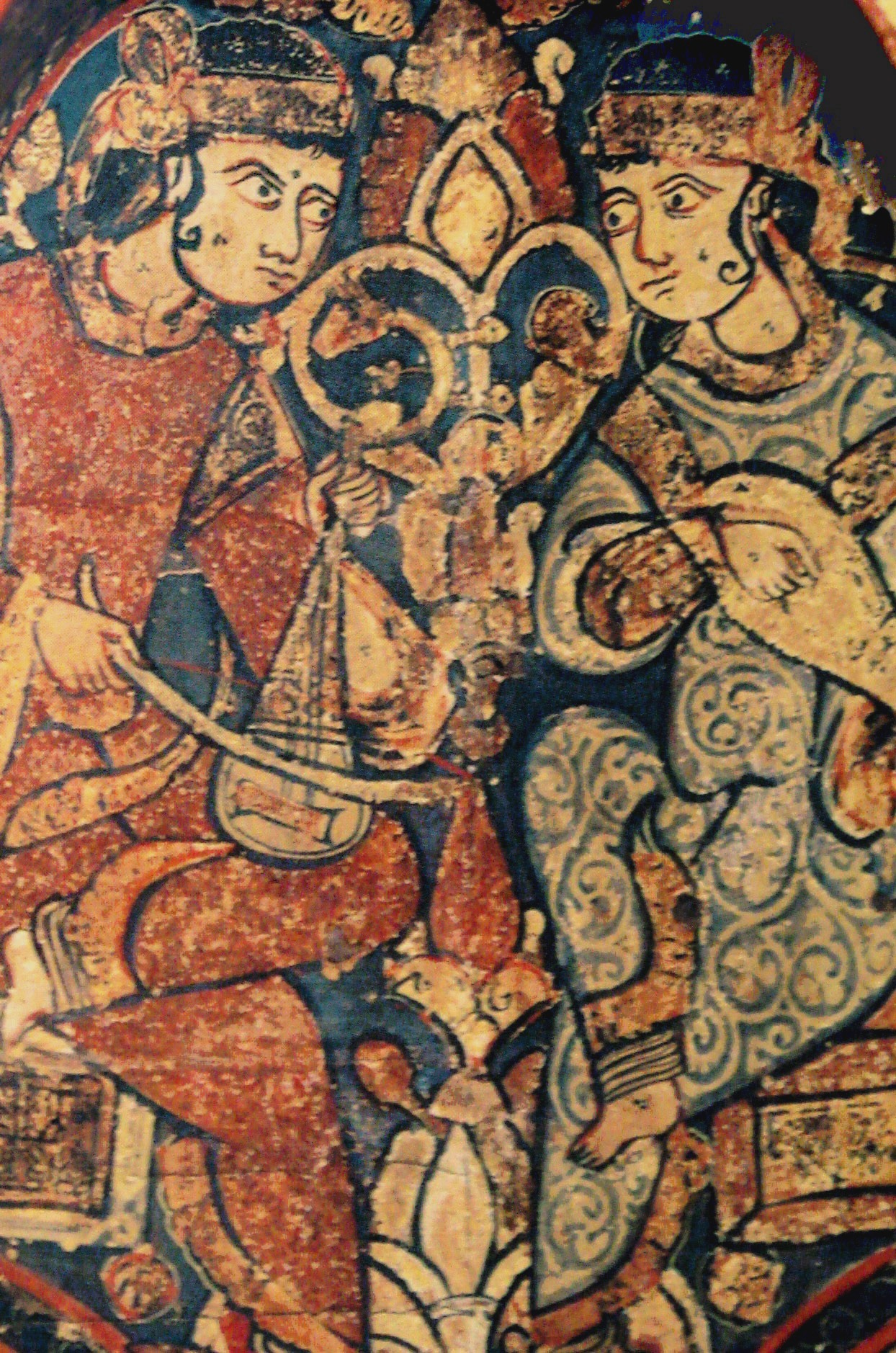
パレルモのアラブ人楽士

シチリア島のアラブの統治者たちは土地改革を行った。これは後に生産性を高め、大地主の勢力を弱めて小規模自作農の発達を促した。アラブ人たちはさらにカナートによって灌漑システムを改善した。オレンジ、レモン、ピスタチオ、サトウキビがシチリアに導入された。950年にシチリア島を訪れたバグダードの商人イブン・ハウカルがパレルモについて記録している。カスル（Kasr、宮殿）と呼ばれる壁に囲われた区域（suburb）は今日までパレルモの中心であり、巨大な金曜モスクが後期ローマの大聖堂（カテドラル）の跡地の上にあった。アル＝ハーリサ（Al-Khalisa、カルサ）には宮殿、ハンマーム（浴場）、モスク、政府官庁、そして私営刑務所（a private prison)があった。イブン・ハウカルは150の店舗で7,000人の精肉業者が取引していたと見積もっている。1050年までにパレルモの人口は350,000人に達し、ヨーロッパ最大の都市の1つとなっていた。ただしアンダルス（イスラーム・スペイン）の首都コルドバとビザンツ帝国の首都コンスタンティノープルの規模はさらに大きかった。この2つの都市は450,000人から500,000人の人口を抱えていた。パレルモの人口はノルマン人の統治下で150,000人に減少し、同じ頃にはコルドバでもムスリムの弱体化によって人口が大幅に減少した。1330年までにパレルモの人口は51,000人に減少した。
アラブ人の旅行者・地理学者・詩人であるイブン・ジュバイルは12世紀の終わりにこの地域を訪れ、アル＝カスルとアル＝ハーリサ（カルサ）について述べている。
この首都は華麗さと富という2つの恩寵に恵まれている。それはあらゆる人間が望みうる現実と空想の美しさ全てを持ち合わせている。華麗さと優雅さが広場（piazzas）と田園とを飾っている。通りと街道は広く、景観の美しさは目も眩むばかりである。街は驚異で満ち、コルドバ（Córdoba、ママ）と同じく石灰岩で建てられた建物がある。4つの泉から尽きることのない水の流れが街の中を流れている。あまりにも多くのモスクがあり、数えきることはできない。そのほとんどは学校としても機能している。この華麗さは目も眩むばかりである。
この時代を通じて、ビザンツ系シチリア人（Byzantine Sicilians）による反乱が継続的に、特に東部で発生しており、一部の領土は反乱の鎮圧前に再占領されることすらあった。

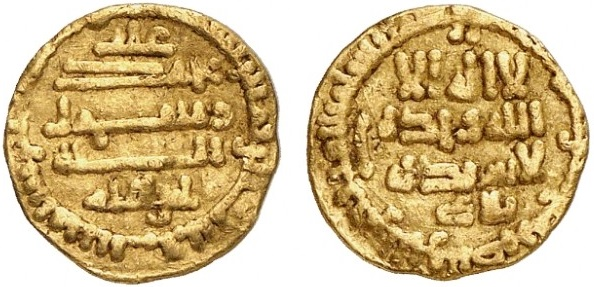
シチリアで鋳造されたアグラブ朝の4分の1ディナール貨。879年。

ムスリムに征服されたシチリアの現地住民は西シチリアのローマ化しカトリックを信仰するシチリア人と、主として島の東半分に住むギリシア語を話すビザンツ・カトリック信徒からなり、また相当数のユダヤ人もいた。この西部と東部の人々は1つの教会に属していたが、1054年の諸事件から分裂が始まった。1204年のコンスタンティノープルの寇略はビザンツ人の「正教」についての懸念に関する限り最後の一押しであった。
キリスト教徒とユダヤ教徒はムスリムの支配の下でズィンミー（庇護民）として旧来の信仰を維持することを認められたが、いくつかの制約を受けた。ズィンミーはジズヤ（人頭税）とハラージュ（地租）の支払いを要求されていた。ただしムスリムが支払う税（ザカート）は免除された。アラブ支配の下ではジズヤを支払う人々には各種のカテゴリーがあったが、共通項はムスリム支配への服従の証としてジズヤを支払い、引き換えに外部および内部からの攻撃から保護を受けるというものであった。誠実な宗教心によるか強制であるかは別として、数多くの現地人がイスラームに改宗した。ノルマン人による征服の時点で人口の約半分がムスリムであった。10世紀半ば、ファーティマ朝は積極的な改宗を進めキリスト教徒への弾圧を強化する政策を採用した。しかし、イスラーム支配が始まって100年が経過してもなお、多数のギリシア語を用いるキリスト教徒コミュニティがズィンミーとして、特に北東シチリアでは栄えていた。これは大きくは、共存を許したジズヤのシステムの結果であった。この被征服者との共存関係は1160年代のシチリア島の再征服の後、特に1189年のノルマンの王グリエルモ2世（ウィレルムス2世）の死の後、崩壊した。

## 衰退と「ターイファ」の時代

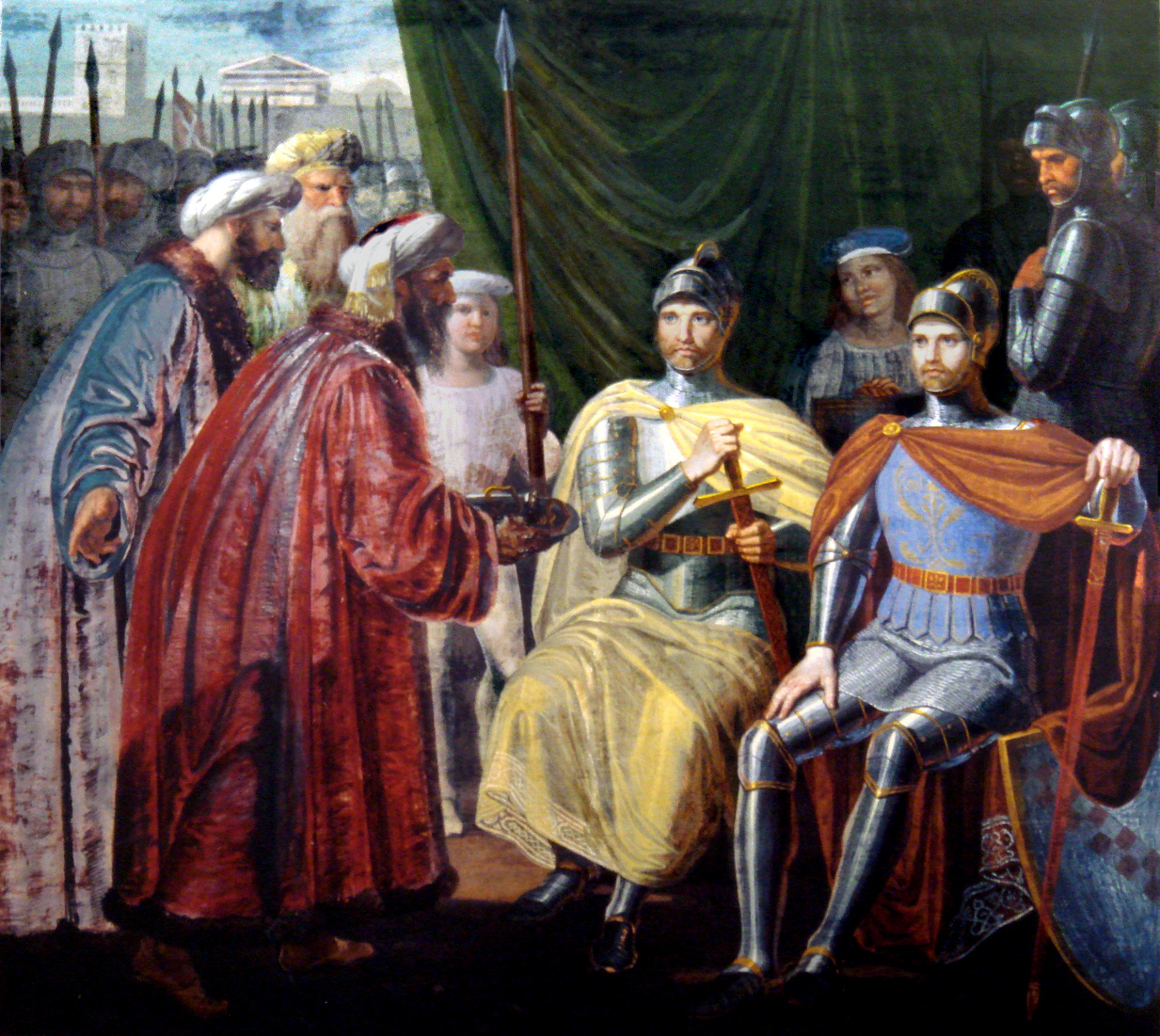
パレルモ市の鍵を受け取るルッジェーロ1世。

シチリアのアミール政権はムスリム体制内における王朝の内部紛争によって断片化し始めた。シチリアのアミール位を奪回したハサン・アル＝サムザムは1044年に廃位され、島は以下のような4人のカーディー領、または小さな封建的領地（fiefdoms）に細分化した。
- アブドゥッラーフ・ブン・マンクート（Abdallah ibn Mankut）：トラパニ（Trapani）、マルサーラ（Marsala）、マザーラ（Mazara）、シャッカ（Sciacca）のカーディー領（qadit）[20]。
- イブン・アル＝ハッワース（Ibn al-Hawwàs）：アグリジェント、カストロジョヴァンニ（Castrogiovanni）、カストロヌオーヴォ（Castronuovo）[20]。
- イブン・マクラーティー：パレルモ、カターニア（Catania）[25]。
- イブン・スムナ（Ibn Thumna）：シラクサ[25]。

また、主邑パレルモは街の有力者による自治が行われるようになった。
1038年、イタリアのカテパノに任命されたゲオルギオス・マニアケス率いるビザンツ軍がメッシーナ海峡を渡り、ノルマン人の軍団を組み入れた。1040年の夏に別の決定的勝利を収めた後、マニアケスはシラクサを包囲しこれを征服することに成功した。にもかかわらず、コンスタンティノープルで起きた政変によって彼はその地位を追われ、その後のムスリムの反撃によってビザンツ帝国が征服した都市は全て奪還された。ビザンツ帝国の新たな司令官アルギュロスはノルマン人の心を繋ぎとめることに失敗し、ノルマン人たちは鉄腕と呼ばれたグリエルモ（ウィレルムス）を自らの指導者として選出してビザンツ帝国に反旗を翻した。
この間、シチリアの各カーディーは合従連衡を繰り返し、イブン・スムナがアブドゥッラーフを撃破して最も有力な君主となった。しかし、その後のイブン・アル＝ハッワースとの戦いには敗れ、危機に陥ったイブン・スムナはノルマン人に助けを求めた。11世紀までに南イタリア本土の勢力はノルマン人傭兵を雇用するようになっていた。彼らはヴァイキングの子孫のキリスト教徒である。この時イブン・スムナが見返りとして領土を与えるという約束を結んだことが、後のノルマン人によるシチリア征服の端緒となる。
イブン・スムナからシチリア全土を約束されたとされるノルマン人の首領ルッジェーロ1世（ロゲリウス1世）は1061年にメッシーナを占領した。その後、イブン・スムナと共に周辺地域を制圧したが、1062年には同時行にアプーリアとカラーブリアを手に入れていた兄のロベルト・グイスカルド（グイスカルドゥス）にイタリア半島へ呼び出され移動した。ルッジェーロ1世の不在中にイブン・スムナは殺害されてしまい、彼と共にいたノルマン人たちはメッシーナへの退却を余儀なくされた。
ルッジェーロ1世はシチリアとイタリアを往復しながら島の再征服を試み、戦いは一進一退を続けた。この中で、北アフリカのズィール朝がムスリムに援軍を送った。しかし、この部隊は1063年にチェラーミの戦いで打ち破られた。多数のキリスト教徒たちがムスリムの支配に対して反乱を起こした。1068年、ルッジェーロと彼の兵士たちは再び、ズィール朝のムスリム軍をミジルメーリで撃破した。ズィール朝の軍団はこの敗北の後、混乱の中でシチリア島から去り、カターニアは1071年にノルマン人の手に落ちた。その後、1072年1月10日に1年の包囲の末パレルモが陥落した。トラパニもまた同年に降伏した。
一連の征服活動で、主要な港湾都市を失ったことは島内のムスリム権力に深刻な打撃を与えた。最後の活動的な抵抗が行われた一角は、イブン・アッバード（ベナヴェルト）が統治するシラクサであった。彼は1075年にルッジェーロ1世の息子ジョルダン（Jordan）を破り、1081年にはカターニアを奪回、その後すぐにカラーブリアを襲撃した。しかし、ルッジェーロ1世は1086年にシラクサを包囲した。イブン・アッバードは海戦によって包囲を破ろうとしたが、その中で不意に死亡してしまった。この敗北の後シラクサは降伏し、イブン・アッバードの妻と息子はノートとブテラに逃れた。その間、Qas'r Ianni市（エンナ）は未だその地のアミール、イブン・アル＝ハッワース（Ibn al-Hawwàs）によって支配されており、彼は数年にわたり踏み止まった。彼の後継者、ハンムード（Hammud）は、1087年の継承後すぐに降伏し、キリスト教に改宗した。改宗の後、ハンムードはキリスト教徒貴族の一部となり、ルッジェーロ1世によってカラーブリアに与えられた邸宅に家族と共に隠居した。1091年、最後のアラブ人の拠点であるシチリア南端のブテラとノート、及びマルタ島が、あっけなくキリスト教徒シチリア王の手に落ちた。ノルマン人のシチリア征服の後、彼らは現地のアミールであるユースフ・ブン・アブドゥッラーフ（Yusuf Ibn Abdallah）を権力の座から排除したが、それはアラブ人の慣例に従って行われた。

## アミールの一覧
- アル＝ハサン・ブン・アリー・アル＝カルビー（英語版）（948年-953年）
- アフマド・ブン・アル＝ハサン・アル＝ムイッズィーヤ（Ahmad ibn al-Hasan al-Muizziyya、953年-969年）
- ヤイーシュ（Yaish、969年）
- アフマド・ブン・アル＝ハサン・アル＝ムイッズィーヤ（Ahmad ibn al-Hasan al-Muizziyya、969年-970年）
- アブー・ル＝カースィム・アリー・ブン・アル＝ハサン・アル＝カルビー（英語版）（970年-982年）
- ジャービル・ブン・アリー（Jabir ibn 'Ali、982年-983年）
- ジャアファル・ブン・ムハンマド（Ja'far ibn Muhammad、983年-986年）
- アブドゥッラーフ・ブン・ムハンマド（Abd Allah ibn Muhammad、986年）
- ユースフ・アル＝カルビー（Yusuf al-Kalbi、986年-998年）
- ジャアファル2世（998年-1019年）
- アフマド2世・アル＝アクハル（Ahmad II al-Akhal、1017年-1037年）
- アブドゥッラーフ・アブー・ハフス、Abd Allah Abu Hafs、1035年-1040年、ズィール朝の総督。1037年にアフマド2世を撃破し殺害した）
- ハッサーン・アッ＝サムサム（Hasan al-Samsam、1040-1044年、1053年死亡）

## ターイファ時代
- カターニア：（1053年-？）、イブン・アル＝マクラーティ（Ibn al-Maklatí、イブン＝スムナに敗れる）
- シラクサ、後にカターニアを含む：（1053年-1062年）、ムハンマド・ブン・イブラーヒーム（Muhammed ibn Ibrahim、イブン・スムナ：Ibn Thumna）
- アグリジェントおよびカストロジョヴァンニ（1053年-1065年）：アリー・ブン・ニーマ（Alí ibn Nima、イブン＝ハッワース：Ibn al-Hawwàs）
- トラパニおよびマツァーラ（1053年-1071年）：アブドゥッラーフ・ブン・マンクート（Abdallah ibn Mankut）
- アイユーブ・ブン・タミーム（Ayyub ibn Tamim、ズィール朝、1065年-1068年、諸ターイファを統一）[31]
- パレルモ（1068年-1071年)：共和政
- アグリジェントおよびカストロジョヴァンニ（1065年-1087年）：ハンムード（Hammud）
- シラクサおよびカターニア：（1071年-1086年）：イブン・アッバード（Ibn Abbad、ベナヴェルト：Benavert）